# Frances Cleveland
Frances Clara Cleveland Preston (Búfalo, 21 de julio de 1864–Baltimore, 29 de octubre de 1947), nacida como Frank Clara Folsom, fue la esposa del presidente Grover Cleveland y primera dama de los Estados Unidos de 1886 a 1889 y de 1893 a 1897. Asumió el cargo de primera dama a la edad de 21 años, lo que la convierte en la primera dama más joven de su país hasta el momento y la primera en serlo dos veces de forma no consecutiva.

## Primeros años
Frances Clara Folsom nació en Búfalo, Nueva York, hija de Oscar Folsom, un abogado y descendiente de colonos procedentes de Exeter, Nuevo Hampshire, y de Emma Harmon.
Todos los antepasados de Frances eran de Inglaterra y se instalaron en lo que sería Massachusetts, Rhode Island y Nuevo Hampshire, emigrando luego a Nueva York occidental. Ella fue el único vástago en sobrevivir a la primera infancia, una hermana, Nellie Augusta, murió antes de su primer cumpleaños. Frank era su apodo cariñoso, aunque era el diminutivo masculino de Frances.
Un amigo íntimo y compañero de bufete de Oscar Folsom, Grover Cleveland, de 27 años, conoció a su futura esposa poco después de que ella naciera. Él se encariñó con la pequeña, comprándole un carrito de bebé y otros regalos. Cuando su padre, Oscar Folsom, muere en un accidente de carruaje el 23 de julio de 1875, sin haber escrito una voluntad, el tribunal lo designó administrador de sus bienes y tutor de su hija. Frances asistió al Central High School en Búfalo, y al Instituto en Medina, Nueva York y continuó asistiendo al Wells College en Aurora, Nueva York. Mientras ella terminaba sus estudios, las deferencias hacia ella tomaron un tono romántico. Él le confesó su amor por carta en agosto de 1885, poco después de su graduación. Ellos no anunciaron su compromiso, sin embargo, hasta justo cinco días antes de la boda.

## Matrimonio

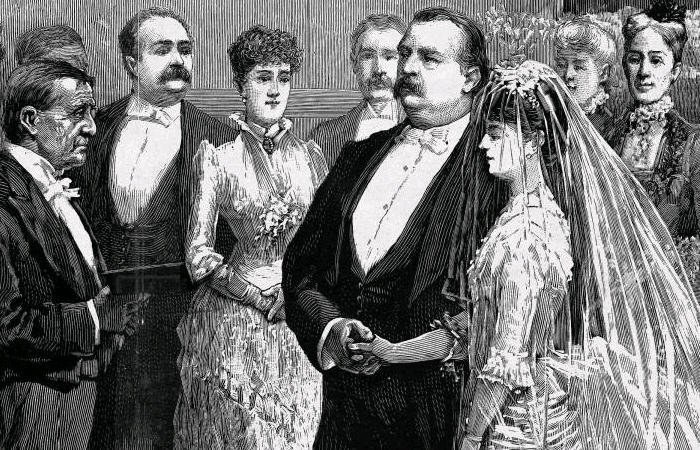
Boda de Grover Cleveland y Frances Folsom el 2 de junio de 1886.

Frances Folsom, quien tenía 21 años, contrajo matrimonio con el presidente Grover Cleveland de 49, el 2 de junio de 1886, en la Casa Blanca. Esta fue la primera y única vez en la historia que un presidente se ha casado en la Mansión Ejecutiva, y Frances ha sido la única primera dama que contrajo nupcias en la Casa Blanca. Su diferencia de edad de 28 años es la segunda más grande de cualquier matrimonio presidencial (detrás del presidente John Tyler, cuya segunda esposa, Julia Tyler, era treinta años menor que él cuando se casaron en la ciudad de Nueva York en 1844).
La ceremonia consistió en una pequeña reunión a la que asistieron parientes, amigos íntimos, y el gabinete con sus esposas. Se celebró a las 7 de la tarde en la Habitación Azul de la Casa Blanca presidida por el reverendo Byron Sutherland, auxiliado por el pastor William Cleveland, hermano del novio. Las palabras "el honor y el amor guardan" fueron substituidos por "Honrar, amar y obedecer". John Philip Sousa y su orquesta Cinta Marítima proporcionó la música. La pareja pasó una luna de miel de cinco días en el Deer Park (Maryland).
La hermana de Cleveland, Rose, había sido la anfitriona de la Casa Blanca durante los 15 primeros meses de la primera presidencia. Después del matrimonio dejó el servicio a su cuñada para continuar su propio trabajo en la educación. La nueva primera dama, joven, fue objeto de gran interés para la prensa de la época y su imagen fue explotada como nunca antes la de una consorte presidencial. Asumió sus deberes y su buen hacer le valió gran popularidad. Organizaba dos recepciones por semana los sábados por la tarde, cuando las mujeres trabajadoras podían asistir pues tenían la entrada gratis.
Después de que Grover Cleveland fue derrotado en las elecciones presidenciales de Estados Unidos de 1888, los Cleveland vivieron en la ciudad de Nueva York. Al abandonar la Casa Blanca en 1889, Frances Cleveland, como se relata, le pidió al personal que cuidara el edificio ya que volverían en cuatro años. Posteriormente se convertiría en la única primera dama en presidir dos administraciones no consecutivas hasta ese momento.

## Últimos años de vida
Después de la muerte de su marido en 1908, permaneció en Princeton, Nueva Jersey. El 10 de febrero de 1913, a la edad de 48 años, se casó con Thomas J. Preston junior, un profesor de arqueología. Fue la primera viuda presidencial que volvía a casarse. Estaba pasando unas vacaciones en San Moritz, Suiza, en agosto de 1914, con sus hijos Marion, Esther y Francis cuando estalló la Primera Guerra Mundial. Volvieron a los Estados Unidos vía Génova el 1 de octubre de 1914. Durante la Gran Depresión en los años 1930, Frances Cleveland presidió el Gremio de Costura de América, una organización caritativa que proveía de ropa a los pobres.
Murió a la edad de 83 años el 29 de octubre de 1947, en Baltimore y fue enterrada en Princeton al lado del presidente Cleveland, su primer marido.